# Kate Sheppard
Katherine "Kate" Wilson Sheppard, född 10 mars 1847 i Liverpool i England, död 13 juli 1934 i Christchurch i Nya Zeeland, var den mest framstående personen i kampen för kvinnlig rösträtt i Nya Zeeland och landets mest kända suffragett. Eftersom Nya Zeeland var den första stat i världen att införa allmän rösträtt (inklusive för kvinnor) på nationell nivå hade Sheppards arbete stort inflytande i kvinnorörelsen även i andra delar av världen.
Sheppard finns avbildad på den nyzeeländska 10-dollarsedeln.

## Biografi
Kate Sheppard föddes som Catherine Wilson Malcolm i Liverpool i England som dotter till Jemima Crawford Souter och Andrew Wilson Malcolm som båda var från Skottland. Hon föredrog att stava sitt namn "Katherine" och att kallas Kate. 1862 dog hennes far och 1869 lämnade modern och de fyra barnen Storbritannien och flyttade till Christchurch i Nya Zeeland. Sheppard gifte sig vid 24 års ålder med Walter Allen Sheppard och 1880 fick de sonen Douglas.
1885 började Sheppard engagera sig i den nyzeeländska Vita bandet-rörelsen Women's Christian Temperance Union New Zealand som var en del av nykterhetsrörelsen. Hennes engagemang grundade sig i hennes religiösa övertygelse, som hon delade med sin mor.

### Kvinnlig rösträtt
Vita bandet-rörelsen blev allt mer aktiva i att stödja kvinnlig rösträtt och Sheppard blev snabbt ett framstående namn inom detta område. Hennes engagemang handlade inte bara om att stödja nykterhetsrörelsen utan hon hade en stark övertygelse och strävan efter jämlikhet mellan alla människor oavsett kön, etnicitet, tro eller klass. Sheppard visade sig vara en duktig talare och fick snabbt stöd i sina åsikter.
1891 presenterade Vita bandet en namninsamling med 9 000 underskrifter för kvinnlig rösträtt för parlamentet. Förslaget stöddes i parlamentet av John Hall, Alfred Saunders och premiärministern John Ballance. Sheppard spelade en viktig i roll i tillkomsten av namninsamlingen och 1892 och 1893 sammanställdes ytterligare två, ännu större namninsamlingar med 19 000 respektive 32 000 underskrifter vilket var ungefär en tredjedel av den vuxna kvinnliga befolkningen på Nya Zeeland. Det var den största namninsamlingen som någonsin tagits till parlamentet. 1893 godkände slutligen parlamentet lagförslaget om kvinnlig rösträtt i Nya Zeeland och blev därmed första land i världen att införa allmän rösträtt på nationell nivå (i flera delstater i USA hade kvinnlig rösträtt införts tidigare). Sheppard sågs vid denna tid som ledaren för rösträttsrörelsen.
När lagsförslaget godtogs var det bara 10 veckor kvar till parlamentsvalet. Sheppard blev då mycket aktiv i arbetet att uppmana kvinnor att registrera sig som väljare. Trots den korta förberedelsetiden röstade nästan två tredjedelar av alla röstberättigade kvinnor.

### National Council of Women

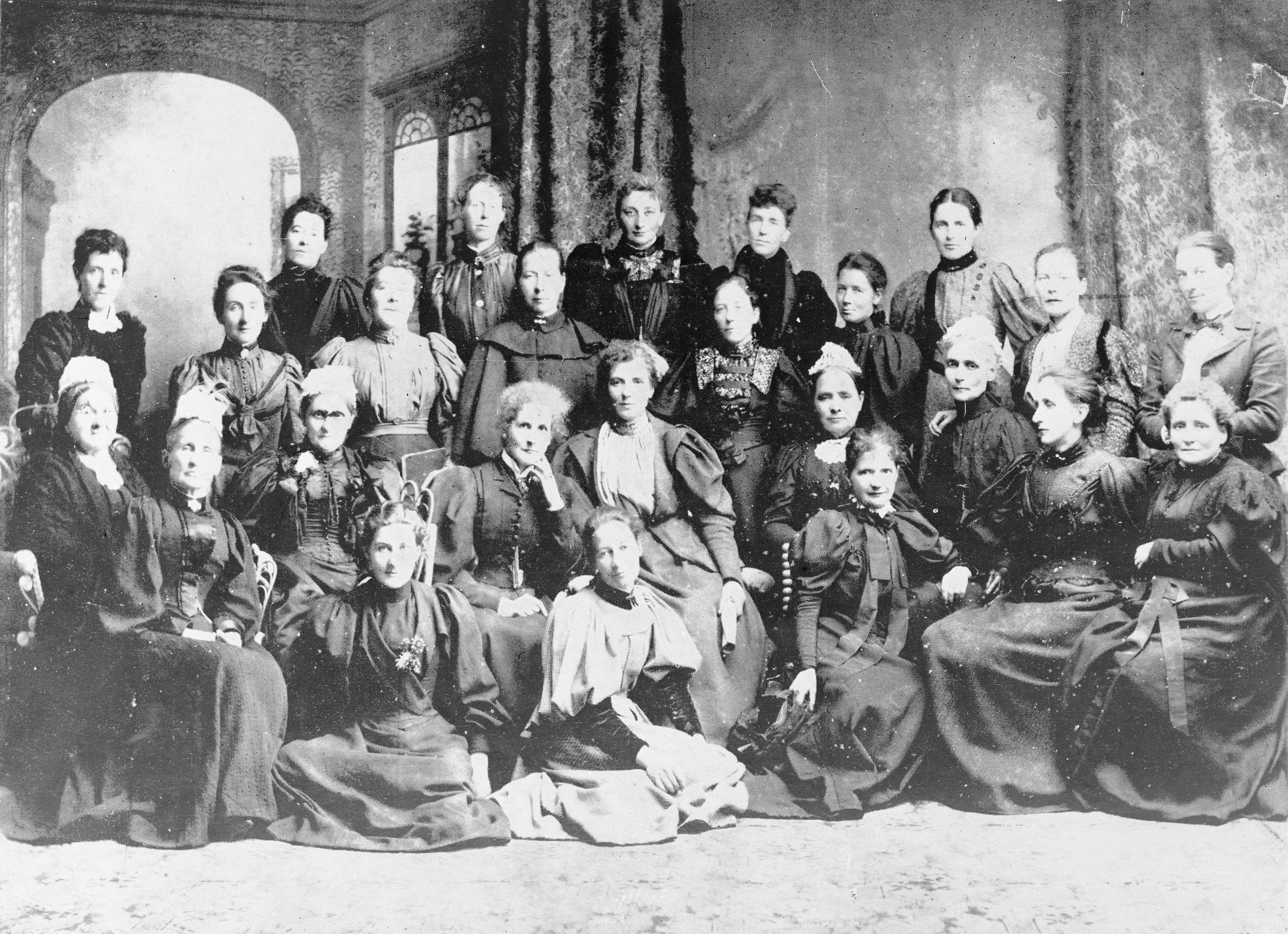
National Council of Women i Christchurch, 1896. Kate Sheppard sitter i mitten.

Året efter att kvinnlig rösträtt uppnåtts i Nya Zeeland reste Sheppard till England där hon höll tal och mötte framstående brittiska suffragetter. När hon återvände hem valdes hon till ordförande för National Council of Women of New Zealand som var en stark röst bland den allmänna opinionen. Sheppard engagerade sig så småningom i utgivningen av deras tidning White Ribbon.
Sheppards idéer och förslag handlade vid denna tiden om att förbättra tillvaron och statusen för kvinnor och bland annat brann hon för att upprätta laglig och ekonomisk självständighet för gifta kvinnor.

### Sista åren
1903 avgick Sheppard från sina poster inom National Council of Women då hon hade problem med hälsan. Samma år flyttade hon tillsammans med sin make till England där paret avsåg att pensionera sig och där deras son samtidigt studerade vid University of London. Hon engagerade sig i kvinnlig rösträtt i London men var snart tvungen att dra sig tillbaka på grund av sin försämrade hälsa.
1904 återvände hon till Nya Zeeland. Hon höll en låg profil i politiska kretsar men fortsatte att skriva. Hon återfick inte sin livskraft i samma grad som tidigare men fortsatte att i hög grad påverka kvinnorörelsen i Nya Zeeland.
1910 dog Sheppards enda son Douglas och 1915 dog hennes make Walter Allen Sheppard. 1925 gifte hon om sig med  William Sidney Lovell-Smith som dog bara fyra år senare. 1930 dog även hennes enda barnbarn Margaret. Kate Sheppard dog 1934 i Christchurch och ligger begravd i en familjegrav i Addington Cemetery.